# Tanvir Ahmed Dar
Tanvir Ahmed Dar oder Tanvir Ahmad Dar (geboren am 4. Juni 1947 in Amritsar; gestorben am 12. Februar 1998 in Lahore) war ein pakistanischer Hockeyspieler. Der Außenverteidiger der pakistanischen Nationalmannschaft war Olympiasieger 1968 und Weltmeister 1971.

## Sportliche Karriere
Der jüngere Bruder von Munir Ahmed Dar nahm 1968 an den Olympischen Spielen in Mexiko-Stadt teil. Die pakistanische Mannschaft gewann ihre Vorrundengruppe vor der australischen Mannschaft. Nach einem 1:0-Halbfinalsieg über die deutsche Mannschaft trafen die Pakistaner im Finale erneut auf die Australier und siegten mit 2:1. Der Strafeckenspezialist Tanvir Dar erzielte im Turnierverlauf sechs Treffer und war damit zweitbester Schütze seiner Mannschaft hinter Abdul Rashid.
Zwei Jahre später siegte Tanvir Dar mit der pakistanischen Mannschaft bei den Asienspielen in Bangkok. Im Oktober 1971 fand in Barcelona die erste Hockey-Weltmeisterschaft statt. Pakistan belegte in der Vorrunde den zweiten Platz hinter der spanischen Mannschaft, wobei die Spanier das direkte Duell mit 3:2 für sich entschieden hatten. Im Halbfinale bezwang Pakistan die indische Mannschaft mit 2:1. Im Finale trafen Pakistan und Spanien erneut aufeinander und diesmal siegt Pakistan mit 1:0. Tanvir Dar war mit acht Treffern der erfolgreichste Torschütze des Turniers.
1972 gehörte Tanvir Dar zum pakistanischen Aufgebot bei den Olympischen Spielen in München, kam aber nicht zum Einsatz. Insgesamt bestritt er 80 Länderspiele, in denen er 43 Tore erzielte. Tanvir Dar arbeitete beim pakistanischen Zoll in Lahore. Außerdem führte er zusammen mit seinem Bruder eine Hockeyschule. 